# أوليفيا جرانت
أوليفيا جرانت (بالإنجليزية: Olivia Grant) هي ممثلة بريطانية، ولدت في 20 سبتمبر 1983 بلندن في المملكة المتحدة.

## أعمال

### أفلام
- (2007) ستاردست

## وصلات خارجية
- أوليفيا جرانت على موقع IMDb (الإنجليزية)
- أوليفيا جرانت على موقع روتن توميتوز (الإنجليزية)
- أوليفيا جرانت على موقع أول موفي (الإنجليزية)
- أوليفيا جرانت على موقع قاعدة بيانات الفيلم (الإنجليزية)